# Jelena Tomašević
Jelena Tomašević (Negotin, 1. studenog 1983.), je srbijanska pjevačica koja je predstavljala zemlju domaćina- Srbiju na Eurosongu 2008. u Beogradu. 
Rođena je u Negotinu 1983. godine, u Kragujevcu je završila Matematičku gimnaziju. Kao dijete, sudjelovala je i pobjeđivala na mnogim dječjim festivalima i pjevala u KUD-u Abrašević, u kojem je proglašena za najbolju vokalnu solisticu. U medijima se prvi put pojavljuje kao natjecateljica u glazbenom kvizu 3K-Dur gdje i pobjeđuje. Pjevala je prateće vokale Vladu Georgievu i bila gost na albumu grupe Biber, otpjevavši pjesme "Gde si bilo jare moje", "Čije je ono devojče", "Gipsy part one" i "Gipsy part two". Veliki značaj za karijeru je suradnja sa Željkom Joksimovićem.
Na Beoviziji 2005. je osvojila prvo mjesto, no Evropesmi-Europjesmi osvojila je drugo mjesto, iza prvoplasirane grupe No Name. Naime, crnogorski članovi žirija nisu uputili niti jedan bod ovoj pjevačici. Na natjecanje OGAE Second Chance na kojem sudjeluju drugoplasirani natjecatelji s nacionalnih izbora, Jelena Tomašević je s pjesmom Jutro osvojila drugo mjesto.
Pobijedila je na Beoviziji 2008. s pjesmom Oro Željka Joksimovića na tekst Dejana Ivanovića, s kojom je osvojila 6. mjesto na Eurosongu 24. svibnja 2008. u Beogradu.
Kao već poznata pjevačica održava mnogobrojne solističke koncerte širom Srbije i susjednih država. Tako je svojim koncertom otvorila 41. Praznik Mimoze u Herceg-Novom 5. veljače 2010.

## Vanjske poveznice
- tomasevicjelena.com